# 島津修久
島津 修久（しまづ のぶひさ、1938年（昭和13年）2月6日 - 2024年（令和6年）12月31日）は、島津氏第32代当主。島津義弘から数えて15代目にあたる。株式会社島津興業代表取締役会長。
島津顕彰会会長。鶴嶺神社宮司。照国神社宮司。平松神社宮司。社団法人茶道裏千家淡交会鹿児島名誉支部長。薩摩古武道影之流顧問。元鹿児島経済同友会代表幹事。元鹿児島県公安委員（長）。元西郷南洲顕彰会会長。元薩摩琵琶同好会会長。

## 経歴
島津氏第31代当主・島津忠秀の次男（兄の忠敬は早世）として、東京府（現在の東京都品川区）に生まれる。公爵島津久光の玄孫にあたる。母は近衛文麿の長女・昭子（野口昭子）。
学習院初等科を経て1956年（昭和31年）、学習院高等科卒業、一浪ののち、中央大学法学部法律学科入学。中央大学卒業後も司法試験の勉強を続けたが、1965年（昭和40年）に島津興業でアルバイトを始め、28歳の時、同社に入社した。1990年に同社社長、2001年に会長、1993年からは照国神社の宮司も務めた。
2024年（令和6年）12月31日、急性肺炎のため鹿児島市内の病院において死去。86歳没。

## 人物
- 修久は、吉良義央の墓のある東京・中野の万昌院で12月14日に営まれる法要に参加すると共に、鹿児島の島津家別邸・仙巌園（世界文化遺産）にある供養施設（観音岩）でも翌日に供養儀式を行なっていた（慰霊式は神道）[9]。
- 2014年（平成26年）には、民のために治水に尽くした者を「義士」として顕彰する県「薩摩義士顕彰会」会長に就任[10][11]。薩摩藩家老・平田正輔らを「薩摩義士」として祀る平田公園の薩摩義士頌徳の慰霊祭には、岐阜県・愛知県など木曽三川の関係自治体も参加している[12]。
- また、島津興業が所有する旧集成館の世界文化遺産「明治日本の産業革命遺産」登録にも尽力した[8]。

## 系譜
- 妻の伊津子は西郷隆盛の曾孫（午次郎の長男隆一の長女）で、1967年（昭和42年）12月に結婚した[13]。結婚式の仲人は大久保利通の嫡孫・利謙が務めた[13]。長男は島津忠裕。
- 第125代天皇明仁、徳川宗家第18代当主の徳川恒孝ははとこ、細川護煕元首相、近衛家現当主の近衞忠煇、俳優の東隆明はいとこにあたる。
- 身体教育研究所所長・野口裕之は異父弟にあたる。

| 島津修久 | 父: 島津忠秀 | 祖父: 島津忠重   | 曾祖父: 島津忠義   |
| 島津修久 | 父: 島津忠秀 | 祖父: 島津忠重   | 曾祖母: 山崎寿満子 |
| 島津修久 | 父: 島津忠秀 | 祖母: 島津伊楚子 | 曾祖父: 徳大寺実則 |
| 島津修久 | 父: 島津忠秀 | 祖母: 島津伊楚子 | 曾祖母: 勝田八重子 |
| 島津修久 | 母: 野口昭子 | 祖父: 近衛文麿   | 曾祖父: 近衛篤麿   |
| 島津修久 | 母: 野口昭子 | 祖父: 近衛文麿   | 曾祖母: 近衛衍子   |
| 島津修久 | 母: 野口昭子 | 祖母: 近衛千代子 | 曾祖父: 毛利高範   |
| 島津修久 | 母: 野口昭子 | 祖母: 近衛千代子 | 曾祖母: 毛利賢子   |

## 著書
- 『海の見える峠道』誠広出版、1986年4月。
- 『島津歳久の自害 増補改訂版』島津顕彰会、2000年10月。

### 編著
- 『島津義弘の軍功記「惟新公御自記」について』鶴嶺神社社務所、1981年6月。
- 『島津金吾歳久の自害』平松神社社務所、1982年8月。
- 『島津義弘公と茶の湯 惟新様より利休え御尋之条書』島津顕彰会、1986年10月。
- 『旧福昌寺墓地御由緒』島津顕彰会、1988年。
- 『磯島津家玉里家御墓概要』島津顕彰会、2012年7月。